# Monika Talarczyk
Monika Talarczyk, znana również jako Monika Talarczyk-Gubała (ur. 15 października 1976) – historyczka kina i krytyczka filmowa, doktor habilitowana, badaczka historii polskiego kina, kina kobiet, mniejszości i cudzoziemców, wykładowczyni Państwowej Wyższej Szkoły Filmowej, Telewizyjnej i Teatralnej w Łodzi, członkini Stowarzyszenia Filmowców Polski, Stowarzyszenia Kobiet Filmowców i Fipresci.
Pracowała w Instytucie Polonistyki i Kulturoznawstwa Uniwersytetu Szczecińskiego. Opublikowała cztery książki. Publikowała m.in. w Dwutygodniku i Krytyce Politycznej. 30 maja 2025 ministra kultury i dziedzictwa narodowego Hanna Wróblewska powołała ją na członkinię Rady Programowo-Naukowej Filmoteki Narodowej – Instytutu Audiowizualnego. Następnie głosami członków rady została wybrana jej przewodniczącą.

## Książki
- PRL się śmieje! Polska komedia filmowa 1945-1989 (2007)
- Wszystko o Ewie. Filmy Barbary Sass a kino kobiet w drugiej połowie XX wieku (2013)
- Biały mazur. Kino kobiet w polskiej kinematografii (2013)
- Wanda Jakubowska. Od nowa (2015)

## Wyróżnienia
- Nagroda Polskiego Instytutu Sztuki Filmowej za książkę Biały mazur. Kino kobiet w polskiej kinematografii (2014)[3][4]